# Șona
Șona (en hongrois : Szépmező, en allemand : Schönau ou Schönen) est une commune du județ d'Alba, Roumanie qui compte 4 067 habitants.
La commune est composée de sept villages : Alecuș, Biia, Doptău, Lunca Târnavei, Sânmiclăuș, Șona et Valea Sasului.

## Démographie
D'après le recensement de 2011, la commune compte 4 067 habitants, en forte baisse par rapport au recensement de 2002 où elle en comptait 4 514.
Lors de ce recensement de 2011, 67,22 % de la population se déclare roumaine, 22,87 % de la population se déclare magyare, 5,48 % de la population se déclare rom (4,16 % ne déclare pas d'appartenance ethnique).

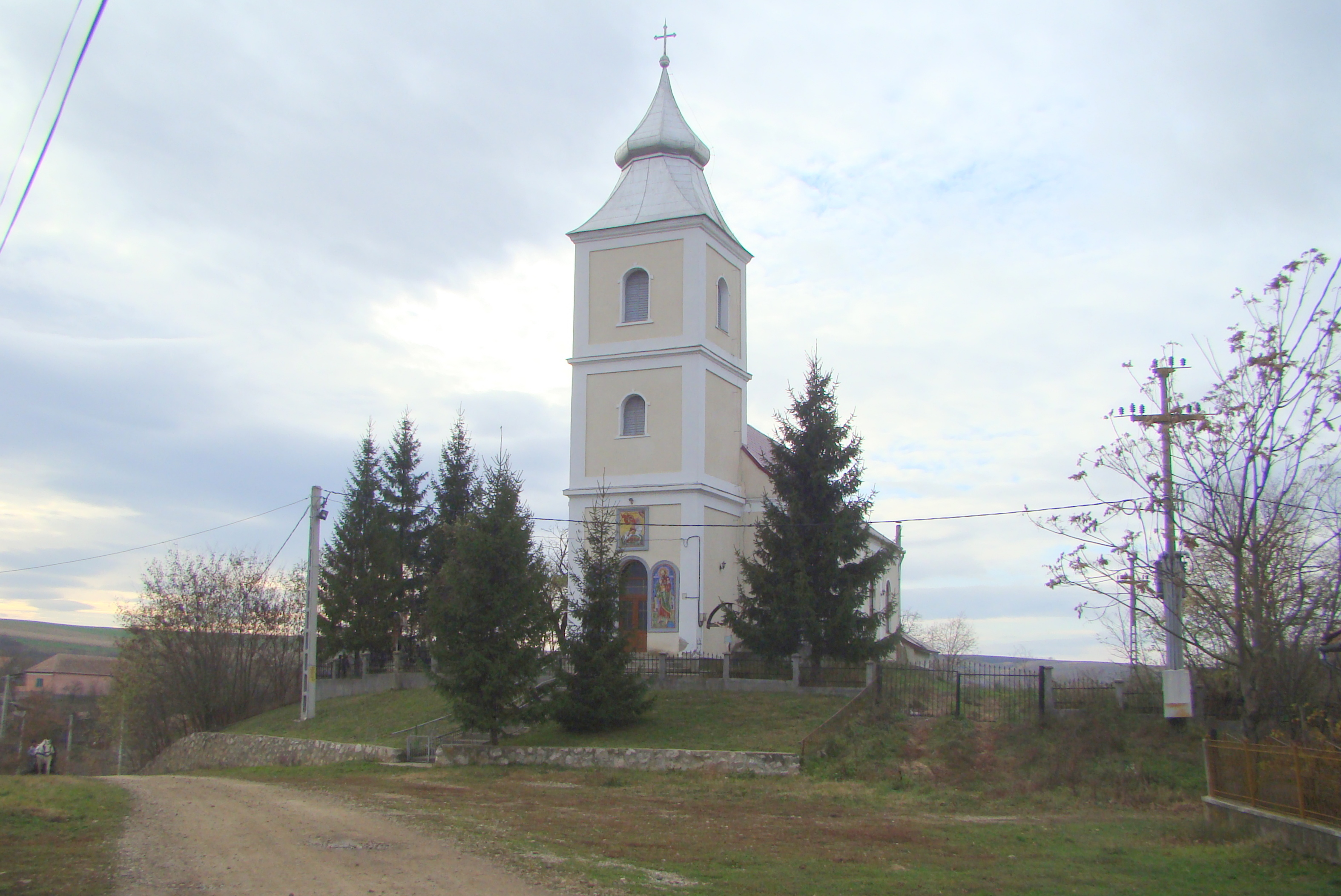
Église orthodoxe d'Alecuș.
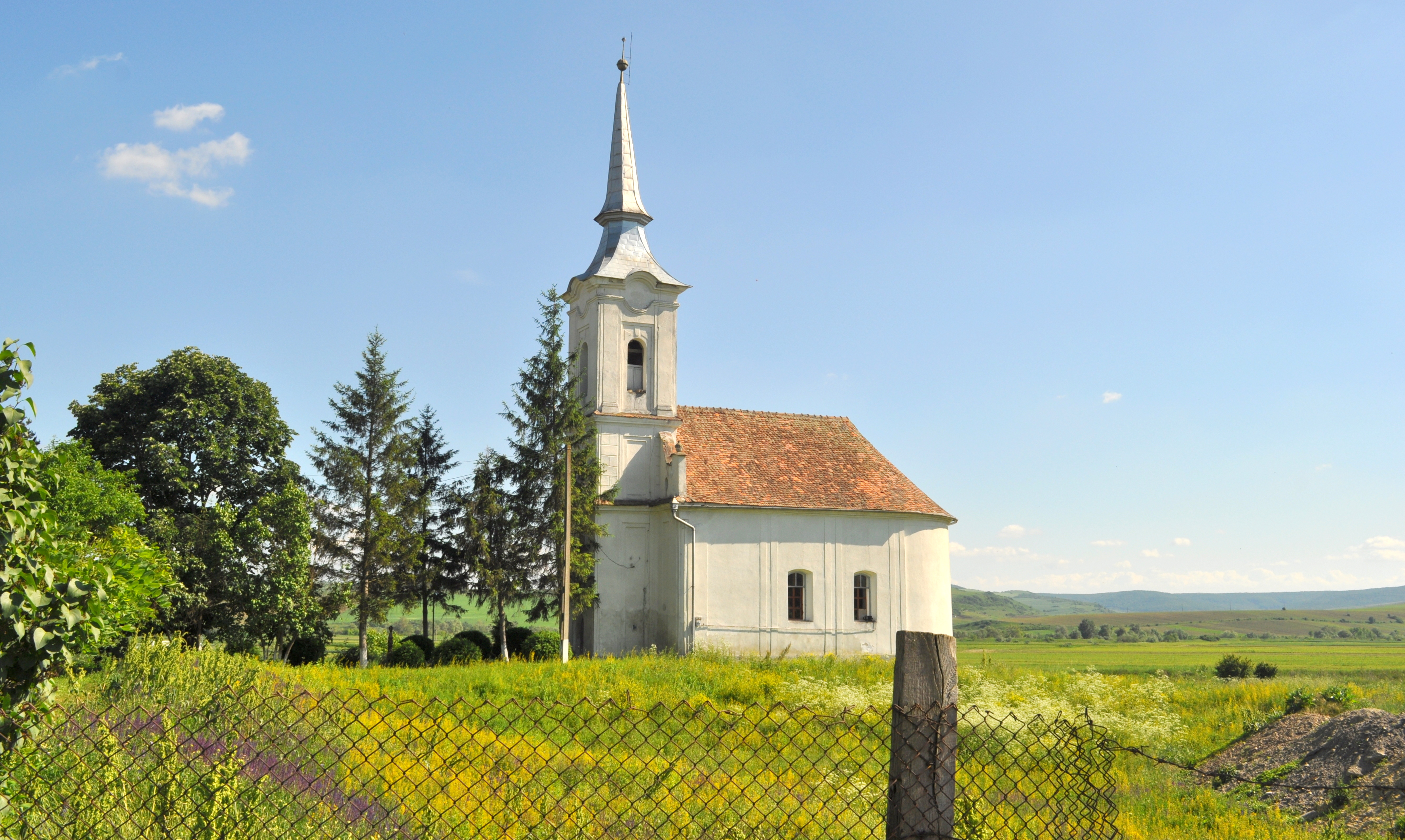
Église réformée de Sânmiclăuș.

## Politique
| Période                                  | Période  | Identité                | Étiquette | Qualité |
| ---------------------------------------- | -------- | ----------------------- | --------- | ------- |
| Les données manquantes sont à compléter. |          |                         |           |         |
| 2004                                     | 2016     | Ioan Horșia             | PDL       |         |
| 2016                                     | En cours | Teodor-Florin Mărginean | PNL       |         |

| Parti | Parti                                                 | Sièges |
| ----- | ----------------------------------------------------- | ------ |
|       | Parti national libéral (PNL)                          | 6      |
|       | Union nationale pour le progrès de la Roumanie (UNPR) | 2      |
|       | Union démocrate magyare de Roumanie (UDMR)            | 2      |
|       | Alliance des libéraux et démocrates (ALDE)            | 1      |
|       | Parti social-démocrate (PSD)                          | 1      |
|       | Parti Mouvement populaire (PMP)                       | 1      |